# Чаткальський хребет
Чатка́льський хребе́т (кирг. Чаткал тоо кыркасы, узб. Chatqol tizmasi) — гірський хребет у Західному Тянь-Шані, відріг більшого за розміром хребта Таласький Ала-Тоо. Має протяжність 225 км при середній висоті 3500 м. Його найвища точка — пік Чаткал заввишки 4503 м. Серед інших визначних вершин Каракуш (3864 м), Великий Чимган (3309 м), Кизилнура (3533/3267 м) і Аукашка (3099 м). Хребет вирізняється багатою і своєрідною природою, серед представників його флори і фауни присутні ендемічні види. Природні комплекси гірського хребта охороняють у Чаткальському і Сари-Челецькому заповідниках.
Чаткальський хребет пролягає теренами двох країн — Киргизстану і Узбекистану. В обох він належить до важливих сільськогосподарських районів, його схили слугують літніми пасовищами. Ліси Чаткальського хребта відіграють значну роль у створенні сприятливого мікроклімату, регуляції гідрологічного режиму і живленні місцевих річок. Через хребет прокладені дороги, що з'єднують Ташкентську оазу з Ахангаранською і Ферганською долинами. Околиці гори Великий Чимган є популярною зоною гірськолижного туризму і відпочинку.
Попри те, що найвища вершина хребта називається Чаткал, свою назву він отримав не від неї, а від річки Чаткал, уздовж річища якої простяглися його схили.

## Клімат

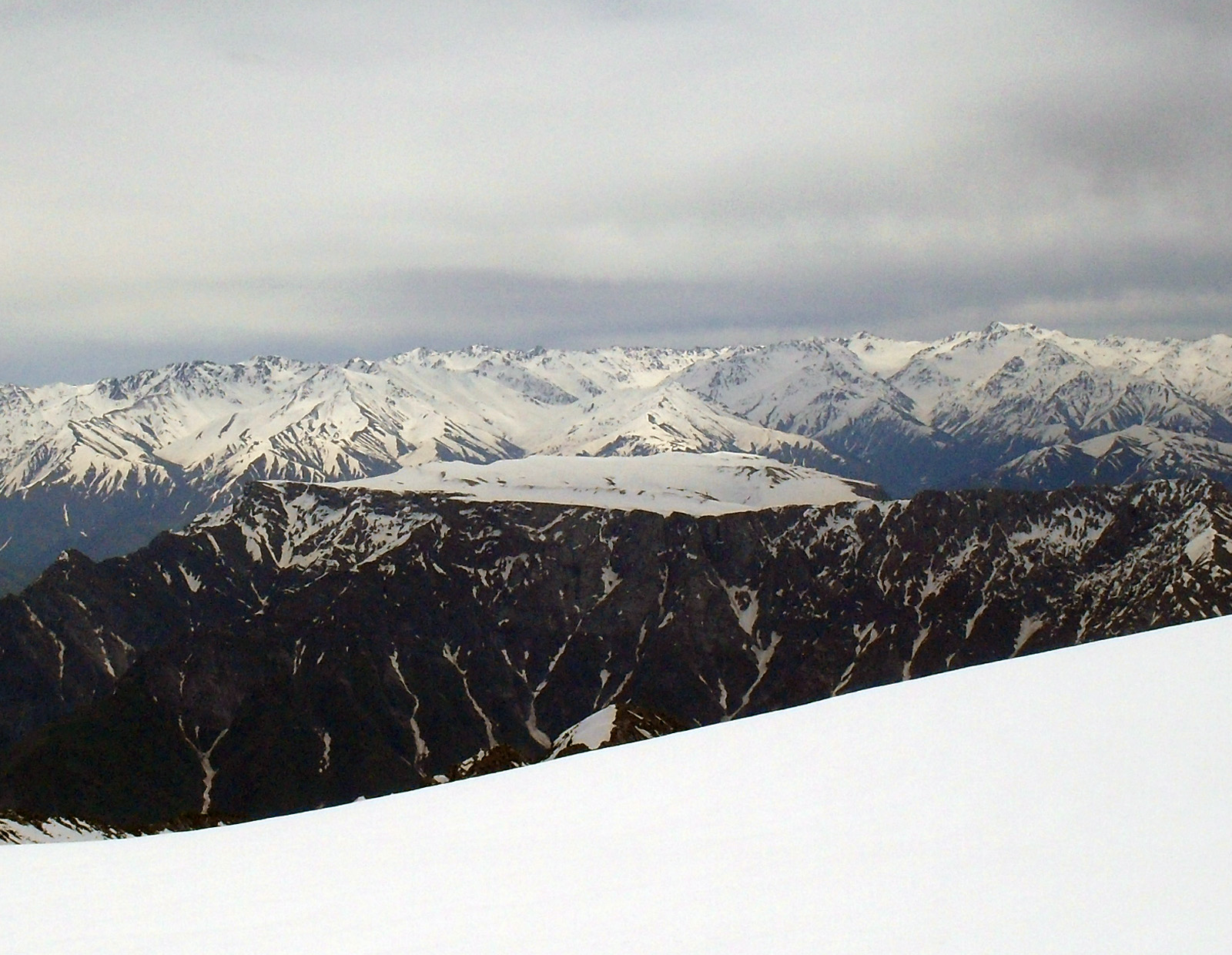
Засніжені високогір'я Чаткальського хребта на початку травня. В центрі — плато Пулатхан.

Чаткальський хребет, як і вся Центральна Азія, знаходиться у зоні дії різко континентального клімату, якому притаманні значні перепади температур у різні пори року і нерівномірне зволоження. Взимку біля підошви хребта температура повітря може падати до –15 °C, у середньогір'ї не рідкісні пониження до –20 °C, у високогір'ї на окремих ділянках вона може знижуватись до –40 °C. Чим ближче до вершин, тим стабільніше зимове похолодання, в долинах більш відчутні прояви відлиг, коли температура на короткий час може переходити за позначку в +10 °C. Влітку максимальна температура у низькогір'ях може становити близько +40 °C, однак у середньому і високому поясах зазвичай не перевищує +20°C… +30 °C. На висотах понад 2000 м сніговий покрив тримається з листопада по травень, на найвищих вершинах він не тане навіть влітку, хоча загалом потужне заледеніння чаткальським горам не властиво.
Середньорічна кількість опадів над Чаткальським хребтом становить близько 575 мм, однак в міру підняття від підніжжя до вершин вона збільшується на кожні 100 м висоти на 11—19 мм. Найбільша кількість опадів випадає о холодній порі року: взимку, на початку весни і меншою мірою восени. Кількісна різниця між твердими і рідкими опадами відносно невелика, оскільки рання дощова весна надолужує зимові снігопади. Натомість, влітку (тобто з травня по вересень включно) над Чаткальським хребтом діє потужний антициклон, через який тут триває ясна, безвітряна і спекотна погода та випадає мізерна кількість дощів. Такий нерівномірний розподіл опадів обумовлює специфічний гідрологічний режим чаткальських річок.

## Географія і рельєф

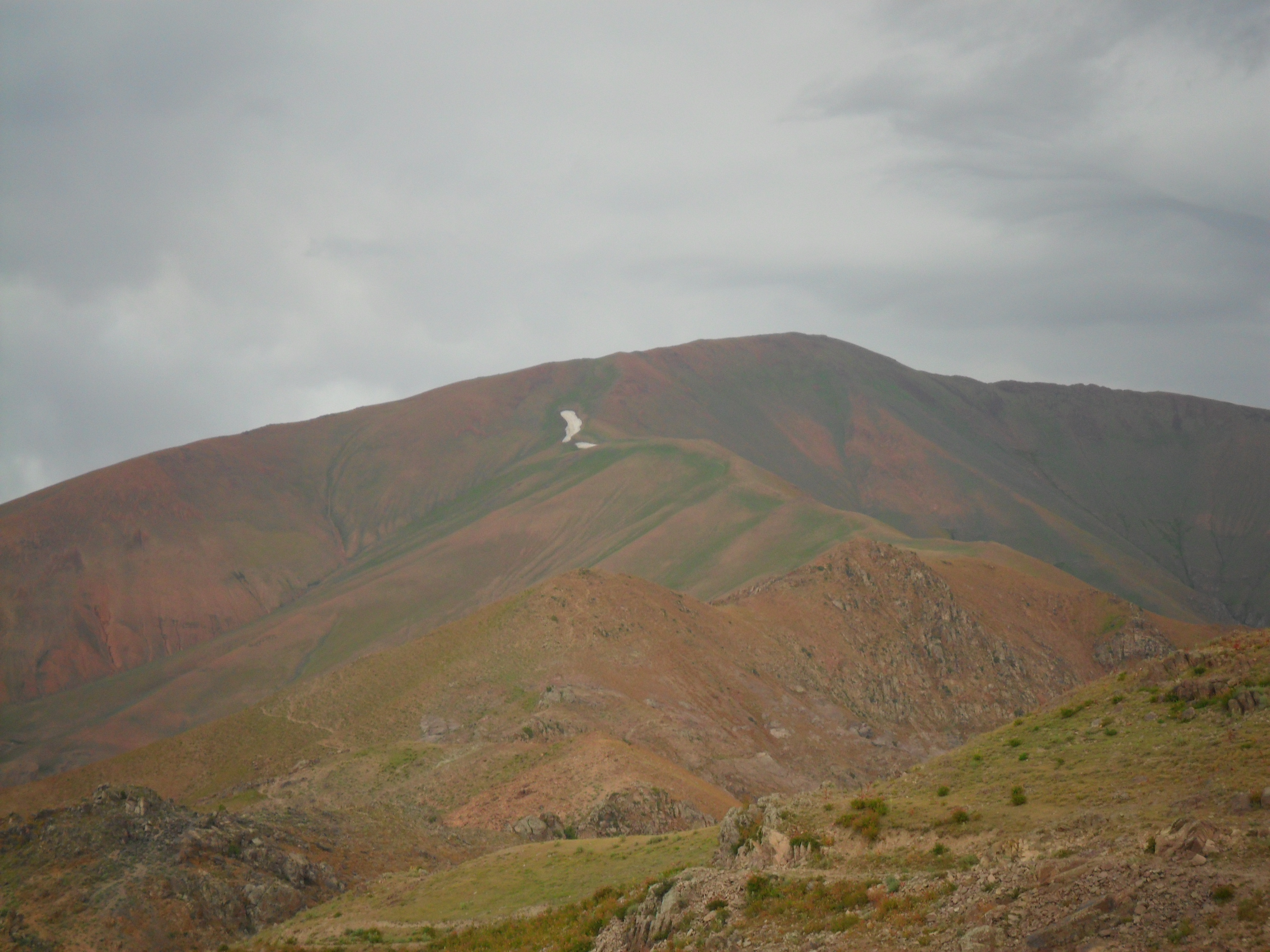
Кизилнура завдячує своєю назвою червоним гірським породам, що характерні для Чаткальського хребта в цілому.

Чаткальський хребет лежить на крайньому заході гірської системи Тянь-Шань, в регіоні, який так і називають, — Західний Тянь-Шань. Орографічно його виділяють як найбільший за розміром відріг Таласького Ала-Тоо, що відгалужується в районі витоків Карасу, Узунахмату і Чаткалу. Паралельно йому пролягають з півночі Угамський і Пскемський хребти, а з півдня — Курамінський хребет. Чаткальський хребет просторово орієнтований у напрямку із північного сходу на південний захід. Його протяжність становить 225 км, ширина близько 30 км. Середня висота його вершин дорівнює 3500 м, однак найвища з них — Чаткал — значно перевищує цей показник, її висота сягає 4503 м. Щонайменше чотири вершини Чаткальського хребта відносять до гір значної висоти: Каракуш (3864 м), Великий Чимган (3309 м), Кизилнура (3533/3267 м) і Аукашка (3099 м). Показово, що тільки Чаткал розташований на сході хребта, решта високих вершин зосереджені біля його південно-західного кінця.

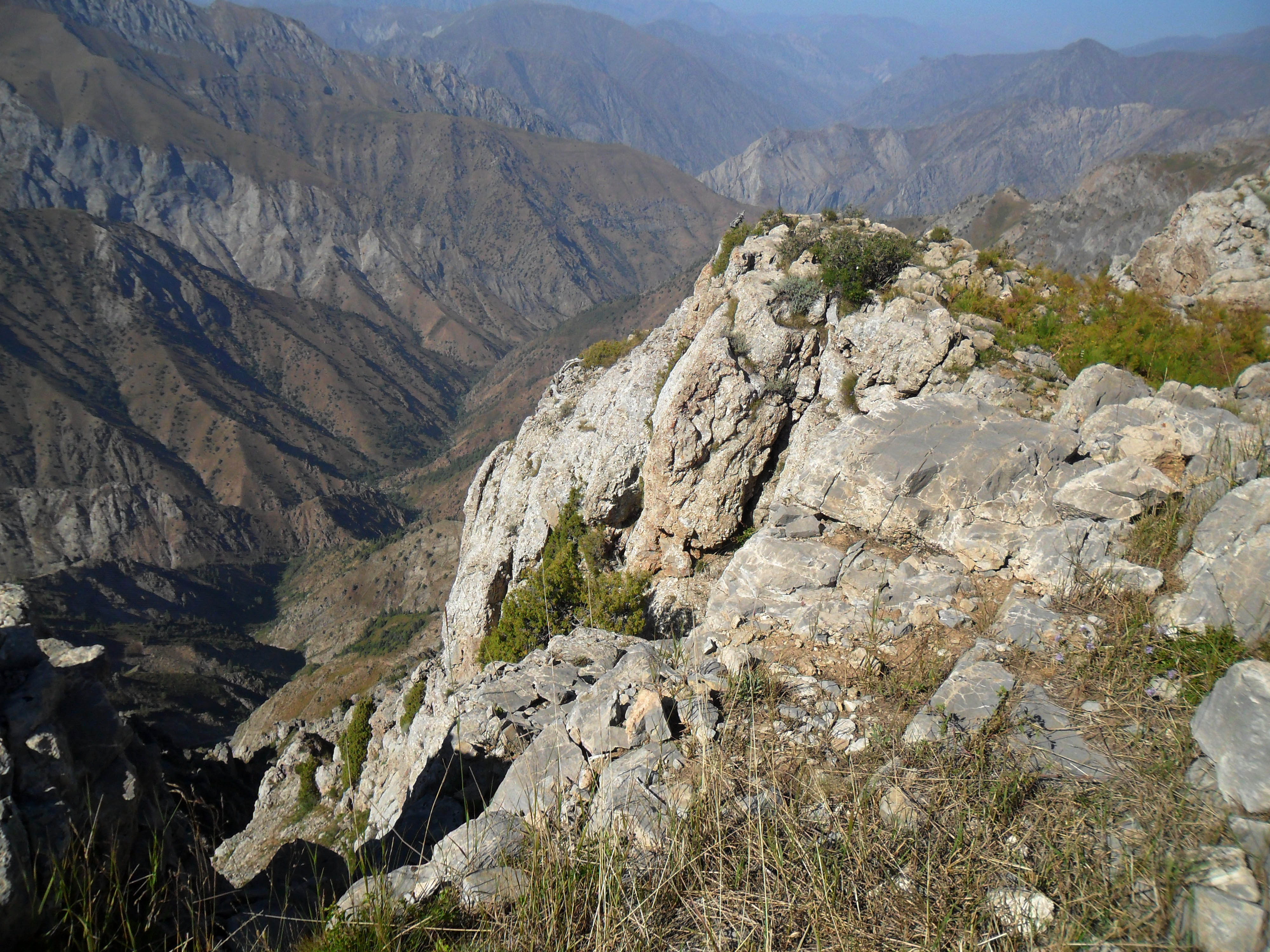
Краєвид долини Караарчі з плато Пулатхан.

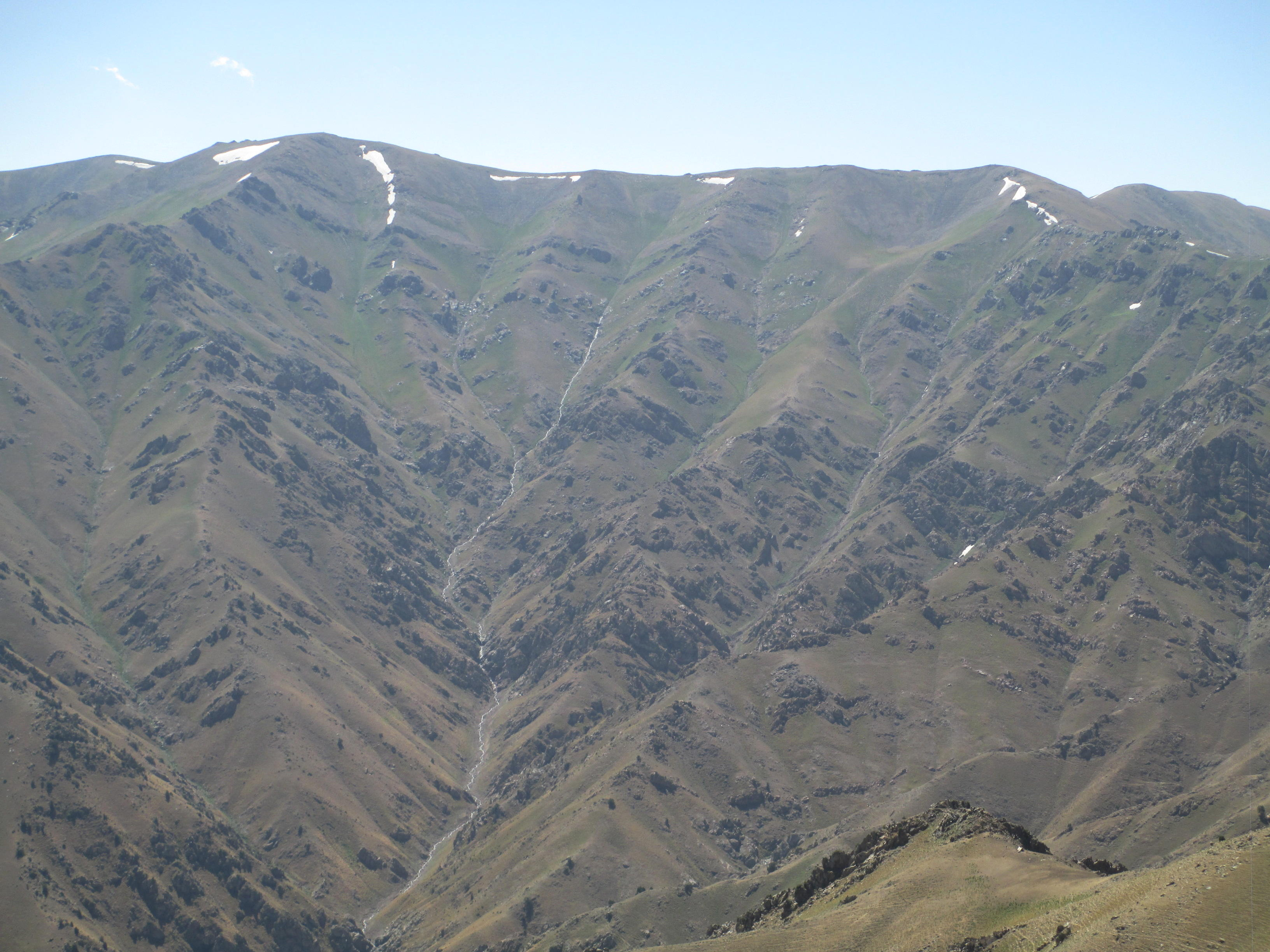
Чаткальський хребет у верхів'ях Карабузуксая. Добре видно характерний малюнок мезосхилів.

Чаткальському хребту притаманна сильна пересіченість рельєфу. Східна частина хребта складається з відокремлених піків, які надають йому вигляду зубчастого гребеня, вони часто вкриті льодовиками і фірном. Західніше перевалу Чапчама хребет все ще перевершує снігову лінію, однак розчленований менше, а подекуди набуває згладжених обрисів. Біля західного кінця гірського масиву існують навіть плато, найбільші з яких Майдантал (2000 м), Ахангаран (2000 м), Пулатхан (2744 м). Окрім положення за сторонами світу існує велика різниця між макросхилами Чаткальського хребта різної експозиції. Так, північний макросхил загалом дуже крутий і доволі вузький (12—18 км), йому притаманний м'якший мікроклімат (за рахунок меншої літньої спеки), більша зволоженість і добре розвинені потужні ґрунти. Південний макросхил значно ширший і більш пологий, однак через сильну літню посуху на ньому сильніше виражені ерозійно-денудаційні процеси (вивітрювання гірських порід), тому ґрунти тут малопотужні і скелетовані. Як наслідок, лісистість північних схилів Чаткальського хребта вища, ніж південних; відмінний і флористичний склад рослинності.
Слід зазначити, що хоча на макрорівні рельєф північного і південного боку Чаткальського хребта разюче відмінний, на рівні мезорельєфу обидва макросхили схожі. Поєднує їх те, що вони розрізані глибокими і вузькими долинами річок, які майже всюди перетинають схили перпендикулярно. Виняток з цього правила становлять верхня течія Касансая, а також деякі притоки Чаткалу (Каратоко, Каракульджа, Аксу), що течуть переважно у широтному напрямку, тобто перетинають схили навскіс. Сам же Чаткал гірські схили не перетинає, власне хребет прямує уздовж лівобережжя цієї водної артерії. Гребінь Чаткальського хребта слугує вододілом між басейнами таких великих річок як Чирчик і Ахангаран, а також менших — Касансая, Гавасая, Чадаксая тощо. З південно-східного боку майже на всьому протязі до нього прилягає велика Ферганська долина — один з найнаселеніших осередків Центральної Азії.
Рельєф плато Пулатхан

## Геологія і ґрунти
В палеогені вся територія Західного Тянь-Шаню була вкрита морем, яке відступило на початку верхнього олігоцену, залишивши по собі потужні відклади осадових порід. Одночасно під суходолом стали проявлятись тектонічні рухи, під дією яких утворилась альпійська складчастість. Вона являла собою чергування антикліналей і синкліналей. Одну з таких пар якраз і складали Чаткальський хребет (антиклінальне підняття) і долина Чаткалу (синклінальний прогин). Подальша тектонічна активність призводила до неодноразових зсувів і скидів, через що поверхня хребта омолоджувалась. Старі відклади руйнувались ерозійними процесами, а на їхньому місці з'являлись денудаційні сходинки. В сучасний геологічний період залишки прадавнього рельєфу збереглись лише у вигляді окремих плато, а молодші за віком ділянки набули вигляду урвистих схилів, вузьких ущелин і стрімких річкових долин. Слід зазначити, що тектонічна діяльність в цьому регіоні не припиняється і досі, тому на Чаткальському хребті можливі землетруси силою до 7 балів.

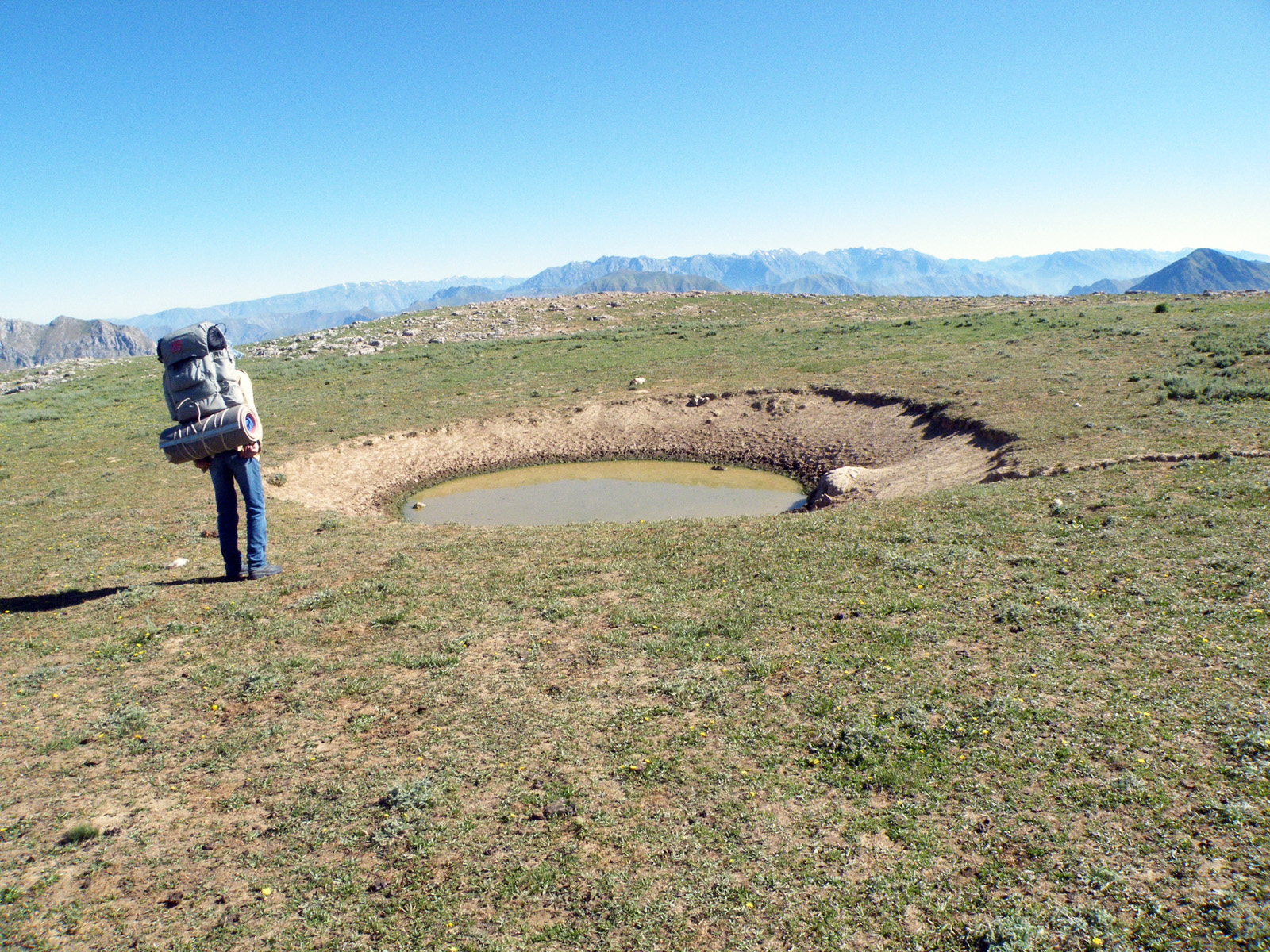
Карстова лійка на плато Пулатхан.

У четвертинному періоді нарівні з денудаційними процесами до формування рельєфу долучились й інші фактори. На вершинах гір з'явились великі льодовики, які, поступово сповзаючи, виорали троги і кари. У перших почав накопичуватись уламковий матеріал, який надав їм характерного вигляду. Більшість трогів перетворились на сучасні «саї» — долини з водотоками, що пересихають влітку. Їхні схили вкриті кам'яними річками, осипами, а дно — жорствою, галькою чи окремими валунами. Що ж стосується карів, то вони перетворились на безсніжні заглибини чи невеликі льодовикові озера. В сучасну геологічну епоху великих льодовиків на Чаткальському хребті немає, а маленькі існують тільки на найвищих вершинах. Поверхня чаткальських льодовиків полога (20—30°), вкрита дрібними тріщинами, однак ближче до фірнових полів її крутизна зростає до 40—50°, а у висячих льодовиків — до 60—70°. Через це на Чаткальському хребті не рідкість лавини. Рух снігових мас створює потужні моренні відклади біля язиків льодовиків.
Східну частину хребта складають здебільшого вапняки і червоні сланці, західніше перевалу Чапчама переважають граніти. У місцях залягання неводостійких порід, таких як вапняк, протікає активне карстування. Його наслідки можна бачити у вигляді численних печер, а на плато Пулатхан трапляються карстові лійки і невеликі карстові озера. На пологих схилах гірські породи перекривають лесові відклади. На них, в свою чергу, утворились коричневі ґрунти: потужні, середньогумусні на північних схилах та малопотужні, сильно скелетовані — на південних. В субальпійській зоні їх заміщують лучні ґрунти. Підніжжя Чаткальського хребта з боку Ферганської долини вкривають сіроземи.

## Гідрологія
Значна крутизна схилів, водопроникність вапняків на окремих ділянках, а також нерівномірний розподіл опадів по сезонам сприяють швидкому відтоку значних мас води з чаткальських гір. Гідрографічну мережу Чаткальського хребта складають, перш за все, численні струмки і малі річки типово гірського характеру. Всі вони мають вузькі, погано розроблені, глибокі долини, швидку і холодну течію, вирізняються прозорою водою блакитнуватого відтінку. Ці малі водотоки несуть свої води у більші за розміром річки, що протікають обабіч Чаткальського хребта: Ахангаран, Чаткал, Чирчик тощо. З-поміж їхніх приток найвідоміші Акбулак, Афлатун, Майдантал, Касансай.
Всі чаткальські річки мають льодовикове або мішане (льодовиково-дощове) живлення. Оскільки танення льодовиків і весняна дощова погода збігаються в часі, то з кінця весни і до середини літа повноводність місцевих річок сильно зростає. Крім того, різке підвищення рівня води в них можливе о будь-якій порі року після короткочасних злив. В такі періоди чаткальські потоки робляться вкрай стрімкими і бурхливими, вони несуть з гір природне сміття і уламковий матеріал аж до дерев, вирваних з корінням, або валунів завбільшки 2—3 м. Річки о цій порі непрохідні не тільки для пішої людини, а й подекуди навіть для коней. Паводки нерідко руйнують малі мости, а потім відкладають принесене каміння, утворюючи берегові галечники. Крім того, на знеліснених схилах Чаткальського хребта часто сходять селі. Натомість з середини літа всі чаткальські річки сильно міліють, а найменші з них повністю пересихають. Їхнє дно тоді стає схожим на кам'янисту дорогу. Такі долини називають «саями», додаючи відповідне закінчення і до назв річок, які їх утворюють.
Водойми інших типів на Чаткальському хребті рідкісні. Подекуди з його схилів б'ють підземні джерела, а у високогір'ях іноді трапляються льодовикові озера. Найбільші з чаткальських озер зосереджені у киргизькій частині хребта. Серед них найбільш відомі Карасубашикуль, Килакуль, Ігрикуль, Чачакуль, Чукуркуль, Харамкуль, Бакаликкуль та особливо велике озеро Сари-Челек завглибшки до 245 м. Також на Чаткальському хребті дуже поширені водоспади. Їх утворенню сприяє як загальна крутизна схилів, так і пластові сходинки, що створюють уступи.
Водойми Чаткальського хребта

## Флора
Рослинність Чаткальського хребта має зональний характер і включає три пояси. В низкогір'ях до висоти 1600 м на сіроземах утворились різнотравно-пирійні степи, в яких панують невибагливі посухостійкі трави: Elytrigia trichophora, ячмінь цибулястий тощо.
У нижній частині середньогір'я на коричневих ґрунтах з'являються чагарники, більшість яких належать до ягідних, декоративних або лікарських рослин. Зокрема, тут поширені жимолость, мигдаль, барбарис, глід, смородина Маєра, шипшина. На цих же висотах поміж чагарями трапляються рідколісся з місцевих видів високорослого ялівцю — арчі. На північних схилах її зарості густішають, а на висотах понад 1800 м арча утворює справжні ліси, в яких її дерева сягають значної висоти. Крім того у лісовому поясі до висоти 2000 м можна натрапити на рідколісся з фісташки, ялиці, тянь-шанської ялини (місцевий підвид Picea schrenkiana), а також на поодинокі дерева каркасу кавказького («залізного дерева»). Ці лісотвірні культури мають велике господарське та екоценотичне значення, оскільки закріплюють схили, запобігаючи сходженню селів, покращують мікроклімат, слугують кормовою базою для тварин, дають цінну деревину, плоди і лікарську сировину людям. Ще одним важливим джерелом рослинних ресурсів є прирічкові ліси. Їхній флористичний склад дещо відмінний. У тінистих долинах поширені дерева і кущі більш вимогливі до вмісту вологи в ґрунті. Це берези, верби, клени, тополі, ясени, дикі яблуні, груші, алича, горіх волоський, малина, ожина, обліпиха звичайна, зрідка здичавілий виноград.
На висотах понад 2000 м арчівники знов рідішають, а на рівні 2400 м починаються субальпійські луки. Їхній травостій складають декілька рослинних формацій: на одних схилах це колючі трави, що зростають куртинами-подушками (Acantholimon, деякі астрагали), на інших — барвисті зарості кобрезій, на найбільш вологих ділянках — осоково-злакові асоціації. Також на субальпійських луках багато ревеню, яким люблять ласувати ведмеді. На висотах понад 2700 м розвинуті альпійські луки з низьким травостоєм. Привершинні ділянки у діапазоні 3200—3500 м являють собою високогірні пустелі, в яких багато маленьких рослин, що не утворюють суцільних заростей, а розкидані окремими куртинками поміж камінням. До таких гірських мешканців відносять барвисті тирличі, кобрезії та непоказні осоки.
Чаткальський хребет входить до ареалів ряду ендеміків Західного Тянь-Шаню. Це декілька видів тюльпанів і цибуля пскемська.
Флора Чаткальського хребта

## Фауна
Фауна Чаткальського хребта характерна для Тянь-Шаня в цілому. Її основу складають центральноазійські види, що поширені в усіх висотних поясах, а особливо, в середньогір'ї. У низькогір'ях до них долучаються деякі пустельні тварини родом з Передньої Азії. У високогір'ях присутні елементи індо-гімалайської фауни.
За видовим різноманіттям найбільш багата лісова зона. В ній чисельне дрібне птаство (вивільги, в'юрки, дрозди, дятли, соловейки, щиглики, припутні) та мишоподібні гризуни, трапляються їжатець індійський, соня лісова, свиня дика, сарна та дві ендемічні форми великих хижаків — туркестанська рись (підвид євразійської рисі) і тянь-шанський ведмідь (підвид ведмедя бурого). Крім того у лісах полюють тварини, яких можна побачити в інших висотних поясах: лисиці, вовки, борсуки. Ближче до скелястих ділянок тримаються куниці кам'яні, ласиці малі, горностаї.
У степових низкогір'ях переважають птахи відкритих місцин (жайворонки, шпаки рожеві, вівсянки рудоголові, кеклики азійські, різноманітні соколи), дрібні пустельні гризуни (хом'ячок сірий, сліпачок степовий) і комахоїдні (землерийки, їжачок вухатий). Фауна високогір'я своєрідна. З великих тварин тут постійно мешкають козли сибірські та їхні одвічні вороги — снігові барси. Втім, останній вид вкрай нечисельний. Також для високогірних пустель характерні великі гризуни (бабак Мензбіра і ховрах тянь-шанський), кеклики, улари гімалайські, серпокрильці, скеляри синій і строкатий, птахи-падальники: гриф чорний, сип білоголовий, стерв'ятник, ягнятник. У печерах незалежно від висоти поясу знаходять притулок різноманітні кажани.
У річкових долинах панують такі пернаті як соловейки, вивільги, ремези азійські, монархи-довгохвости, пронурки, декілька видів плисок. Річки Чаткальського хребта бідні на рибу через нестійкий гідрологічний режим. В них звичайні лише Glyptosternon reticulatum, Nemacheilus oxianus і Schizothorax intermedius. Так само одноманітні земноводні, яких тут виявлено лише два види (жаба озерна і ропуха зелена). Натомість плазуни чисельні та різноманітіні. Серед них переважають ящірки, гекони, жовтопузики, декілька видів полозів. З отруйних змій характерний щитомордник звичайний.
Загальний стан тваринного світу Чаткальського хребта викликає занепокоєння, оскільки великі тварини зменшують свою чисельність через нестачу придатних для проживання біотопів, звуження кормової бази (до таких відносять ведмедя, рись, снігового барса, всіх пернатих хижаків). Крім того ряд видів належать до традиційних об'єктів мисливства, що потерпають від трофейного полювання і браконьєрства. До таких належать козли сибірські, бабаки, кеклики, борсуки. Охорону рідкісних видів флори і фауни здійснюють узбецький Чаткальський і киргизький Сари-Челецький заповідники, обидва мають статус біосферних резерватів. Крім того, ділянки Чаткальського хребта у складі Чаткальського заповідника 2016 року включені до Світової спадщини ЮНЕСКО як природоохоронний об'єкт «Західний Тянь-Шань».
Охоронювані тварини Чаткальського хребта

## Економічне значення
Люди мешкали на Чаткальському хребті ще у I—II тисячоліттях до нашої ери, про що свідчать знайдені в його околицях петрогліфи. Прадавні мешканці займались полюванням, землеробством і скотарством. Така структура економіки збереглася і до XXI сторіччя (зі зменшенням питомої частки мисливства). Землеробство поширене у низкогір'ях, особливо у районах, прилеглих до Ферганської долини. Тут вирощують зернові культури, займаються садівництвом, виноградарством. Біля підніжжя Чаткальського хребта створене Чарвацьке водосховище. Землеробські райони по обидва боки хребта — Ташкентську оазу в Узбекистані, Ахангаранську і Ферганські долини в Узбекистані й Киргизстані — з'єднують автошляхи, що пролягають через гірські перевали. Найважливіші з перевалів Кашкасу (3525 м, рівень складності Іб), Аксу (3450 м, Іб), Афлатун Середній (3364 м, Іб), Афлатун Східний (3340 м, Іб), Каракульджа (3120 м, Iа), Таманьяк (3050 м, Iа), Кокуйбель (3036 м, Iа), Кульдамбес (2900 м, Iа), Макмал (2700 м, Iа), Кичкель (2552 м), Кудармаашу (2460 м, Iа).
Мешканці чаткальських високогір'я займаються переважно вівчарством і конярством. Останнє все ще грає значну роль у місцевому побуті з огляду на те, що більшість високогірних пасовищ недоступні для піших людей чи автомобільного транспорту. З кінця XX століття все більшу роль починає відігравати туризм. До осередків екотуризму належить Угам-Чаткальський національний парк, на неохоронюваних землях розвивають міжнародний туризм із залученням любителів трофейного полювання. Важливою рекреаційною зоною є околиці гори Великий Чимган. Тут працює ряд високогірних санаторіїв і гірськолижних курортів. Біля підніжжя Чаткальського хребта рекреаційні зони існують на березі Чарвацького водосховища і в Ахангаранській долині.
Людська діяльність на Чаткальському хребті